# Ride My See-Saw

Ride My See-Saw è un brano musicale del 1968 dei Moody Blues, composto dal bassista del gruppo John Lodge e pubblicato come singolo tratto dall'album In Search of the Lost Chord.
In Italia venne usato nei primi anni Settanta quale sottofondo musicale di due caroselli pubblicitari televisivi: quello delle cinture elastiche in lana dr. Gibaud e quello dell'aperitivo Personal GB.